# Boom das commodities na década de 2000
O boom das commodities, ou superciclo das commodities, foi um período de forte alta dos preços de grande quantidade de matérias primas (alimentos, petróleo, metais, energia) que ocorreu no início do século XXI, aproximadamente entre 2000 e 2014. O boom ocorreu em grande parte devido à crescente demanda das economias emergentes, principalmente da China, bem como devido a dúvidas quanto à disponibilidade de matérias primas em longo prazo. O ciclo beneficiou principalmente a América do Sul e a África, regiões exportadoras de matérias primas, e prejudicou principalmente os países mais desenvolvidos, como a China os da Europa Central e da Ásia Central.
O boom dos anos 2000 é comparável ao superciclo das commodities que acompanharam a expansão econômica do pós-Segunda Guerra Mundial e a Segunda Revolução Industrial na segunda metade do século XIX e começo do XX. O boom foi sucedido por um forte choque na segunda metade de 2014.

## Detalhes
O boom das commodities foi um ciclo inusitadamente grande de aumento dos preços das matérias primas no mercado mundial. Em termos gerais e segundo os estudos dos economistas Raúl Prebisch, (argentino), e Hans Singer (anglo-alemão), a tendência histórica foi uma diminuição dos preços das commodities em relação ao preço das manufaturas, causando um fenômeno conhecido como conhecido como deterioração dos termos de troca. Porém, entre 2000 e 2014, os preços das matérias primas mostraram uma tendência crescente, que os permitiu recuperar várias décadas de deterioração relativa em relação às manufaturas.

## No Brasil
O boom das commodities no mercado mundial foi favorável à economia do Brasil, país produtor e exportador de matérias-primas. Ele foi responsável por parte do grande crescimento econômico durante o governo Lula. Durante esse período, o país viu maior desenvolvimento e queda na desigualdade econômica, caracterizando o surgimento da chamada nova classe média.
A queda dos preços causada pela desaceleração chinesa foi uma das causas da redução do crescimento econômico e da crise econômica de 2014 no país.

## Consequências
Em meados da década de 2010, a quebra do mercado de ações chinês e a desaceleração de sua economia, à medida em que passava da manufatura para a indústria de serviços. Governos da guinada à esquerda na Amérca Latina começaram a experimentar um declínio político, já que a renda caiu devido ao fim do boom das commodities. Com a queda no preço do petróleo, a Rússia também viu sua economia vacilar como resultado de má gestão.